# ابیگیل دنت
ابیگیل دنت (انگلیسی: Abigail Dent؛ زادهٔ ۴ مارس ۲۰۰۲) قایقران روئینگ زن اهل کانادا است.
وی در مسابقات کشوری و بین‌المللی در مجموع برندهٔ ۱ مدال طلا، ۲ مدال نقره شده است.